# William Wood, 1:e baron Hatherley
William Page Wood, 1:e baron Hatherley, född den 29 november 1801 i London, död där den 10 juli 1881, var en brittisk jurist och politiker. Han var son till sir Matthew Wood.
Wood besökte 1820 Italien för att där insamla för drottning Karolina förmånliga vittnesmål emot de mot henne framställda anklagelserna. Han blev 1827 advokat och fick mycket stor praktik, valdes 1847 till ledamot av underhuset och gjorde sig där bemärkt som högkyrklig avancerad liberal. Han erhöll 1851 knightvärdighet och var solicitor general i Russells ministär (till 1852) samt utsågs 1853 till vice-chancellor (domare i Court of chancery). 
I februari 1868 blev han lord justice of appeal och i december samma år lordkansler i Gladstones första ministär samt upphöjd till peer som baron Hatherley. Han tog under den närmaste tiden livlig andel i de heta debatterna om irländska statskyrkans avskaffande, men avgick till följd av svag syn 1872. Hatherley var som domare högt aktad; han var varmt religiös och undervisade 1836–1877 regelbundet i sin församlings söndagsskola.